# Рейд на Маршаллові острови
Рейд на Маршаллові острови (англ. Marshalls–Gilberts raids) — напад американської палубної авіації та кораблів на японські військово-морські бази на Маршаллових островах, що відбувся 1 лютого 1942 року і став першою наступальною акцією американських авіаносців під час Другої світової війни. Рейд на Маршаллові острови не мав значного впливу на подальший хід бойових дій на Тихому океані, і не спричинив будь яких серйозних втрат японській авіації та флоту, проте дозволив американським пілотам та екіпажам кораблів отримати перший бойовий досвід, а також дав цінну інформацію, що дозволила у подальшому вдосконалити наступальну тактику використання авіаносців.

## Передумови
З вступом США в Другу світову війну, що відбувся після японського нападу на Перл-Гарбор 7 грудня 1941 року, американські збройні сили та флот зазнали ряду поразок, що супроводжувалися втратами значних територій. 10 грудня японські війська здійснили успішну висадку десанту на Філіппінах, вже в січні 1942 року захопивши більшу частину острову Лузон; також було окуповано Гуам в північній частині Маріанських островів і атол Вейк. Тривав успішний наступ японських військ на південь Малайї, що найближчим часом створювало загрозу для Сингапуру. Встановивши контроль над величезними територіями, Японська імперія створила новий оборонний периметр, а флот та авіація, розташовані на окупованих територіях, загрожували ізоляцією Австралії та південно-східної частини Тихого океану від західного узбережжя США. Всі територіальні завоювання дісталися японцям ціною відносно невеликих втрат, як в людських ресурсах, так і в авіації та кораблях.
В цей початковий період війни американський флот дотримувався пасивно-оборонної тактики, обмежуючись діями по супроводженню конвоїв і патрулюванням Тихоокеанського узбережжя США та району Гавайських островів. Було декілька причин бездіяльності достатньо потужного флоту. Перш за все, це втрата декількох лінкорів в Перл-Гарборі. За довоєнними доктринами ведення бойових дій, основою флоту були саме лінкори. Жоден американський авіаносець не був пошкоджений 7 грудня, але усвідомлення факту, що цей тип бойових кораблів буде мати вирішальне значення для війни, прийшло через декілька місяців після початку війни. Також на пасивність дій флоту впливала зміна командування: 17 грудня адмірал Кіммел, командуючий Тихоокеанським флотом США, був знятий з посади та звинувачений у діях, що призвели до катастрофічних втрат в Перл-Гарбор. Невдовзі новим командуючим був призначений контр-адмірал Честер Німіц, але для передачі справ був потрібен деякий час.

## Планування

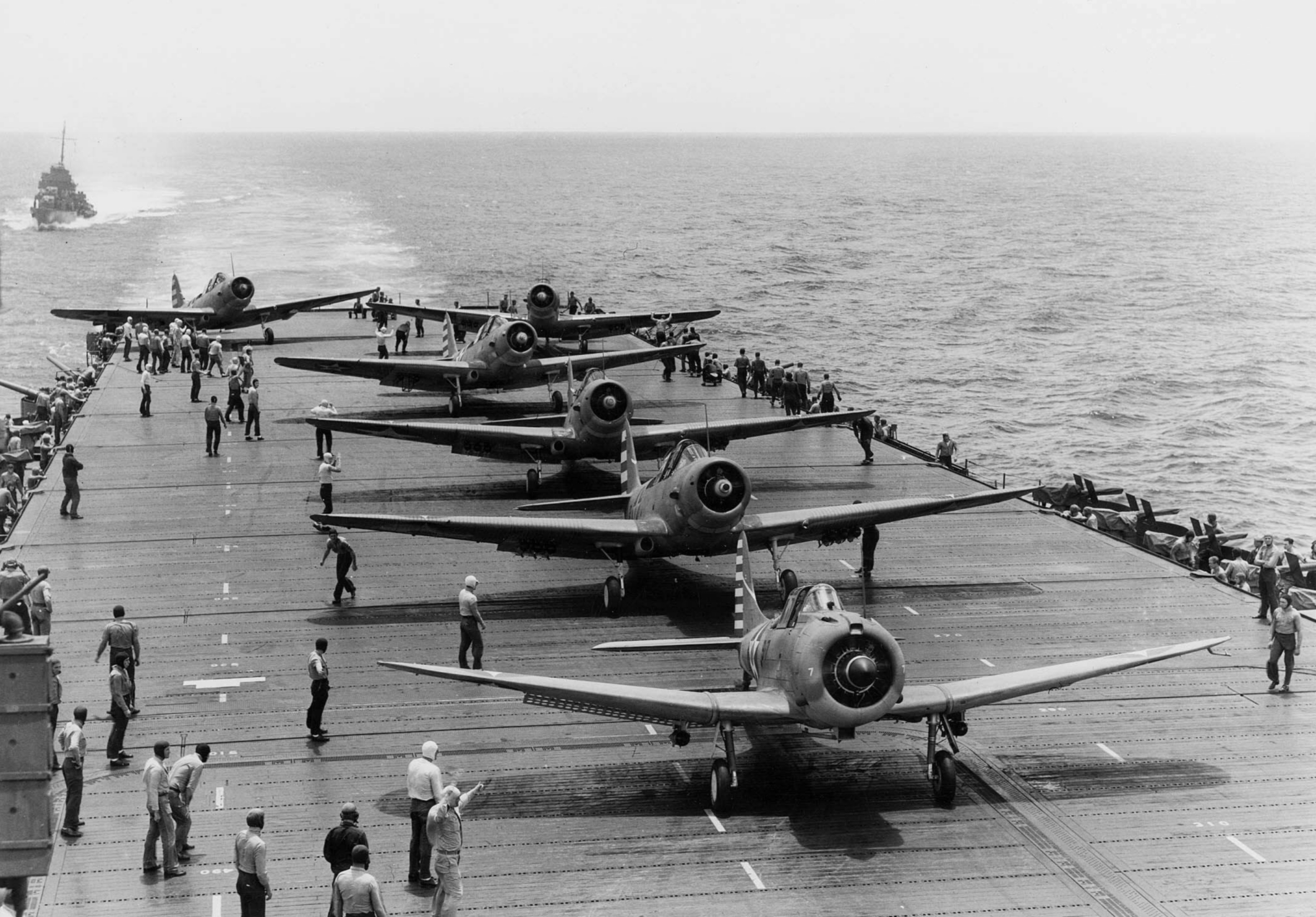
SBD and TBDs taking off on USS Enterprise (CV-6) 1942

Очоливши Тихоокеанський флот, адмірал Німіц вирішив приступити до більш активних дій, використавши авіаносці як основу для ведення наступу. В січні 1942 року у складі Тихоокеанського флоту перебувало всього чотири кораблі подібного класу: «Лексінгтон», «Саратога», «Йорктаун» і «Енерпрайз». Кожен авіаносець ніс на борту біля 60-65 бойових палубних літаків, і був придатний як для проведення атак проти флоту і наземних об'єктів супротивника, так і для забезпечення протиповітряної оборони власних кораблів. Пілоти американської палубної авіації мали якісну довоєнну підготовку, проте, на відміну від японських пілотів, майже не мали бойового досвіду. Адмірал Німіц вирішив перейти до наступальних дій, обмежившись, на перший час, розумним ризиком, уникаючи небезпеки зустрічі з головними силами японського флоту, що розгромили лінкори в Перл-Гарборі. Розглядався ряд потенційних об'єктів для нападу, жоден з яких не знаходився небезпечно близько до японської метрополії та найбільш важливих баз. Атаки таких об'єктів дозволили б американським пілотам та екіпажам кораблів отримати бойовий досвід, без зайвого ризику пошкодження або втрати дорогоцінних авіаносців. На початку 1942 року американській розвідці було відомо про зосередження японським командуванням значних сил в центральній частині Тихого океану, на островах Гілберта та Маршалових, на атолі Макін та Трук. Японські кораблі та авіація могли використати ці бази як плацдарм для подальшого наступу на південь Тихого океану, а також для порушення комунікацій між Тихоокеанським узбережжям США та Австралією і Новою Гвінеєю. У середині січня було вирішено нанести комбінований удар силами палубної авіації та кораблів по базам на Маршалових островах.
Розроблений план операції передбачав одночасні дії двох окремих оперативних груп, кожна з яких мала за основу один авіаносець, а також двох груп кораблів, що мали провести артилерійський обстріл одного з островів. Група авіаносця «Ентерпрайз» (TG 8.3) повинна була нанести удар по північній групі Маршалових островів, атолам Рой, Кваджалейн і Тароа; група авіаносця «Йорктаун» (TF 17) мала атакувати південну частину Маршалових островів (Джалуайт та Мілі) і північну частину островів Гілберта (о. Макін). Оперативні групи TG 8.1 і TG 8.2, що складалися з крейсерів та есмінців, повинні були виконати артилерійський обстріл островів Вотьє і Тароа відповідно. Метою атаки було знищення будь яких японських кораблів, що будуть виявлені, руйнування аеродромів та морських баз на островах Гілберта та Маршалових.

## Задіяні сили

### США
Згідно плану, розробленому командуванням Тихоокеанського флоту, атаку мали здійснювати сили, розділені на чотири основні частини: дві авіаносні групи та дві групи артилерійського обстрілу.
Оперативна група (Task Force 8) командуючий віце-адмірал Вільям Голсі
- Task Group 8.1 (TG 8.1), командуючий контр-адмірал Реймонд Спрюенс:
  - крейсер «Нортгемптон»
  - крейсер «Солт Лейк Сіті»
  - есмінець «Данлап»

- Task Group 8.2 (TG 8.2):
  - крейсер «Честер»
  - есмінець «Белч»
  - есмінець «Маурі»

- Task Group 8.3 (TG 8.3):
  - Авіаносець «Ентерпрайз» (капітан Джордж Д.Мюррей)
    - авіагрупа 6 (CAG-6), коммандер Говард Янг:
      - Винищувальна ескадрилья 6 (VF-6), лейтенант-командор Вейд Макласкі (винищувачі F4F-3)
      - Бомбардувальна ескадрилья 6 (VB-6), лейтенант-командор Вільям Голлінгсворт (пікіруючі бомбардувальники SBD-2 / 3)
      - Розвідувальна ескадрилья 6 (VS-6), лейтенант-командор Халстед Хоппінг (пікіруючі бомбардувальники SBD-2 / 3)
      - Торпедоносна ескадрилья 6 (VT-6), лейтенант-командор Юджин Ліндсі (торпедоносці TBD-1)

  - есмінець «Ральф Талбот»
  - есмінець «Блю»
  - есмінець «МакКалла»

Оперативна група 17 (Task Force 17) командуючий контр-адмірал Френк Флетчер
- Авіаносець «Йорктаун» (капітан Елліот Бакмастер)
  - авіагрупа 5 (CAG-5), командор Кьортіс Смайлі:
    - Винищувальна ескадрилья 42 (VF-42), лейтенант-командор Чарльз Фентон (винищувачі F4F-3)
    - Бомбардувальна ескадрилья 5 (VB-5), лейтенант-командор Роберт Армстронг (пікіруючі бомбардувальники SBD-2 / 3)
    - Розвідувальна ескадрилья 5 (VS-5), лейтенант-командор Уоллес Шорт (пікіруючі бомбардувальники SBD-2 / 3)
    - Торпедоносна ескадрилья 5 (VT-5), лейтенант-командор Джозеф Тейлор (торпедоносці TBD-1)

  - крейсер «Луїсвіл»
  - крейсер «Сент-Луїс»
  - есмінець «Г'юз»
  - есмінець «Сімс»
  - есмінець «Рассел»
  - есмінець «Уолк»

### Японська імперія
На аеродромах Маршаллових островів базувалися наступні підрозділи 24-ї авіаційної флотилії, під командуванням контр-адмірала Гото:
Авіаційний полк «Чітозе» — 30-35 бомбардувальників G3M, 20 винищувачів А5М.
Авіаційний полк «Йокогама» — 20-25 літаючих човнів Н6К
Наведена кількість літаків є приблизною, і показує ситуацію станом на 8 грудня 1941 р.

## Проведення операції
Отримавши наказ на проведення операції, 25 січня 1942 року оперативні з'єднання вийшли з бази Самоа, прямуючи до своїх цілей паралельними курсами. 27 січня підводний човен «Долфін» провів попередню розвідку Маршалових островів, доповівши про велику групу кораблів на атолі Кваджалейн. Вечором 31 січня групи розділилися, щоб наблизитися в район проведення операції зі східного напрямку.

### Дії північної групи, авіаносець «Ентерпрайз» (TG 8.3)

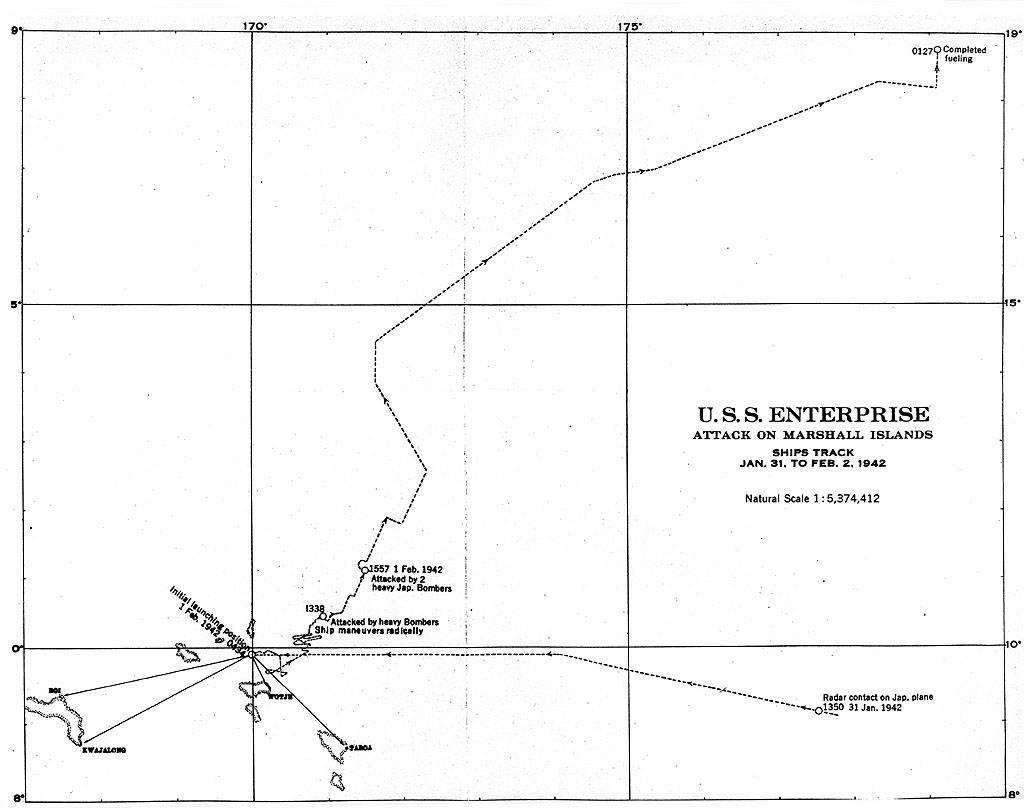
Дії оперативної групи авіаносця Ентерпрайз 1 лютого 1942 р.

Авіаносець «Ентерпрайз» почав запускати літаки 1 лютого о 4 год.43 хв. В цей час корабель знаходився в 155 милях від Кваджалейна. Запуск літаків відбувався при повному місяці та спокійних погодних умовах, і завершився о 6 год. 30 хв. Додатково 6 винищувачів F4F було запущено о 5 ранку для патрулювання авіаносця.
Група, яку очолив командор Янг, складалася з 18 пікіруючих бомбардувальників SBD з ескадрильї VB-6, 17 пікіруючих бомбардувальників SBD з ескадрильї VS-6 і 9 торпедоносців TBD з ескадрильї VT-6. Кожен пікіруючий бомбардувальник був озброєний однією 500-фунтовою (226 кг.) бомбою та двома легкими 100 фунтовими (45 кг.) бомбами, торпедоносці несли по три 500 фунтові бомби кожен. Бомбардувальники SBD взяли курс на атол Рой, прибувши до цілі на сході сонця, приблизно о 6 год. 45 хв. на висоті 15 000 футів (4500 м). В цей момент пілоти зіткнулися з першою проблемою: авіабаза на острові Рой, була вкрита шаром туману, що не дозволив провести атаку з пікірування. Початок атаки довелося затримати до 7 год. 05 хв., що дозволило японцям привести в повну готовність зенітні гармати та підняти в повітря винищувачі. Першими перейшли в атаку SBD з 6-ї розвідувальної ескадрильї, в цей час у повітрі з'явилися японські винищувачі А5М4 зі складу авіаполку «Чітозе». 17 SBD розділилися на дивізіони по 5 і 6 літаків, і атакували по черзі. Пілоти доповіли про знищення берегових споруд та об'єктів авіабази на атолі Рой. На початку атаки зенітним вогнем було збито три SBD, в тому числі літак лейтенант-командора Халстеда Хоппінга, командира 6-ї розвідувальної ескадрильї. Ще два SBD було збито японськими винищувачами. В свою чергу пілоти та бортові стрільці SBD доповіли про знищення трьох японських літаків. Після бомбової атаки деяким літакам вдалося виконати ще одну атаку і обстріляти різноманітні об'єкти на аеродромі Рой, також було знищено 7 двомоторних бомбардувальників. Літаки 6-ї бомбардувальної ескадрильї чекали наказу від командора Янга на початок атаки. В цей час пілоти 9 торпедоносців TBD, під командою Юджина Ліндсі, що мали атакувати Кваджалейн, доповіли про велику кількість кораблів біля цього атолу. Повідомлялося про 10 великих бойових кораблів, в тому числі про один авіаносець, а також про два чотиримоторних літаючих човни, що знаходились в лагуні атолу. Ці повідомлення були помилковими, насправді біля Кваджалейну знаходилось менше кораблів, і там не було жодного авіаносця. Помилки щодо оцінки кількості ворожих кораблів та їх типу виникли в результаті відсутності бойового досвіду у пілотів торпедоносців. Ймовірно, як авіаносець помилково ідентифікували один з великих транспортних кораблів. Отримавши повідомлення, командор Янг наказав припинити атаку атола Рой, і направив 18 SBD з 6-ї бомбардувальної ескадрильї на Кваджалейн. Торпедоносці TBD з 6-ї торпедної ескадрильї атакували з 6 год. 58 хв. до 7 год. 11 хв., після завершення атаки пілоти доповіли про декілька прямих попадань в кораблі.
18 пікіруючих бомбардувальників SBD з 6-ї бомбардувальної ескадрильї, направлені на Кваджалейн з атолу Рой, з'явилися над островом о 7 год. 25 хв. на висоті 14 000 футів (4 200 м.) Атака почалася о 7 год. 27 хв., при цьому літаки розділилися на три дивізіони з 6 літаків кожний. Пілоти доповіли про чисельні прямі попадання по вантажним кораблям та субмаринам. Також було атаковано деякі споруди на острові Кваджалейн і великі літаючі човни. Зенітний вогонь був досить слабким і неефективним, винищувачі противника відсутні. Завершивши атаку літаки 6-ї бомбардувальної ескадрильї повернулися на «Ентерпрайз» приблизно о 9 год.
В 6 год. 15 хв. з палуби «Ентерпрайза» злетіли 6 винищувачів F4F-3 з 6-ї винищувальної ескадрильї. Групу очолив лейтенант Джим Грей. Пілотам було поставлено завдання атакувати острів Тароа на атолі Малоелап, для чого кожен літак було додатково озброєно двома 100-фунтовими бомбами. Під час запуску літаків в темряві енсін Крісвелл втратив контроль над своїм літаком і впав в океан, знайти його не вдалося. 5 винищувачів, що лишилися, взяли курс на Тароа. Прибувши в район цілі пілоти в результаті проблем з навігацією помилково скинули свої бомби на невеликий острів Тіян. Відразу після цього було помічено ціль — аеродром Тароа. Атака почалася приблизно о 7 годині ранку. Пілоти обстріляли декілька двомоторних бомбардувальників, що знаходилися на стоянках аеродрому, виконавши по 2-3 заходи на ціль. Один бомбардувальник було знищено. В цей момент над Тароа з'явилися японські винищувачі A5M (точна кількість невідома, ймовірно, 2-3 літаки). У повітряному бою, що почався, незважаючи на невигідну тактичну позицію, молодший лейтенант Вілмер Рейві збив один ворожий винищувач. Це стало першою перемогою над літаком противника, що отримали винищувачі американської палубної авіації під час війни на Тихому океані. Ще один A5M збив командир групи лейтенант Грей. Коли, через декілька хвилин в повітрі з'явилося ще 6 японських літаків, Грей наказав групі вийти з бою і повертатися на «Ентерпрайз». Випадково командир групи опинився сам, і декілька хвилин був змушений ухилятися від ворожих винищувачів. Незважаючи на чисельні пошкодження свого літака, лейтенант Грей повернувся на авіаносець. Під час бою проявилися проблеми з озброєнням F4F: 12,7 мм кулемети Браунінг заклинювало після декількох пострілів, а спроби перезарядки ні до чого не призводили. В результаті у декількох пілотів лишився всього один боєздатний кулемет з чотирьох встановлених на F4F.
Одночасно з атакою групи лейтенанта Грея, 6 винищувачів під лейтенант-командора Вейда Макласкі, що здійснювали патрулювання над авіаносцем, було направлено для атаки острова Вотьє. Приблизно біля 7 години ранку на острові було двічі атаковано бомбами і обстріляно недобудований аеродром і допоміжні споруди. Ціль знаходилася в межах візуального огляду з авіаносця, і команда корабля могла бачити пожежі, що почалися після атаки винищувачів Макласкі. Майже одночасно Вотьє було обстріляно крейсерами «Нортгемптон» і «Солт Лейк Сіті».
Тим часом, внаслідок отримання хибного повідомлення про японський авіаносець біля Кваджалейну, о 7 год. 31 хв. з палуби «Ентерпрайза» було запущено 9 додаткових літаків TBD, озброєних торпедами. Літаки прибули до Кваджалейну приблизно о 9 год 05 хв. В результаті торпедної атаки пілоти TBD доповіли про знищення одного крейсера та декількох допоміжних кораблів і танкерів. Три TBD отримали пошкодження від зенітного вогню, японських винищувачів над Кваджалейном не було. Всі літаки без втрат повернулися на свій авіаносець о 11 год. 30 хв.
Після повернення винищувачів на «Ентерпрайз», приблизно о 8 ранку, адмірал Голсі та його штаб отримав доповідь пілотів про чисельні двомоторні бомбардувальники на аеродромі Тароа. Було зрозуміло, що ці літаки являють собою величезну небезпеку для оперативної групи, і повинні бути знищені, перш ніж ворогу вдасться провести контратаку. Голсі вирішив негайно нанести повторний удар по авіабазі. На цей момент всі винищувачі були потрібні для прикриття авіаносця, адже в будь який момент очікувалась контратака, а торпедоносці були зайняті атакою Кваджалейна. Тому на Тароа було вирішено відправити SBD з 6-ї бомбардувальної ескадрильї і 3-ї розвідувальної ескадрильї, які сіли на палубу «Ентерпрайза» приблизно о 9 год.

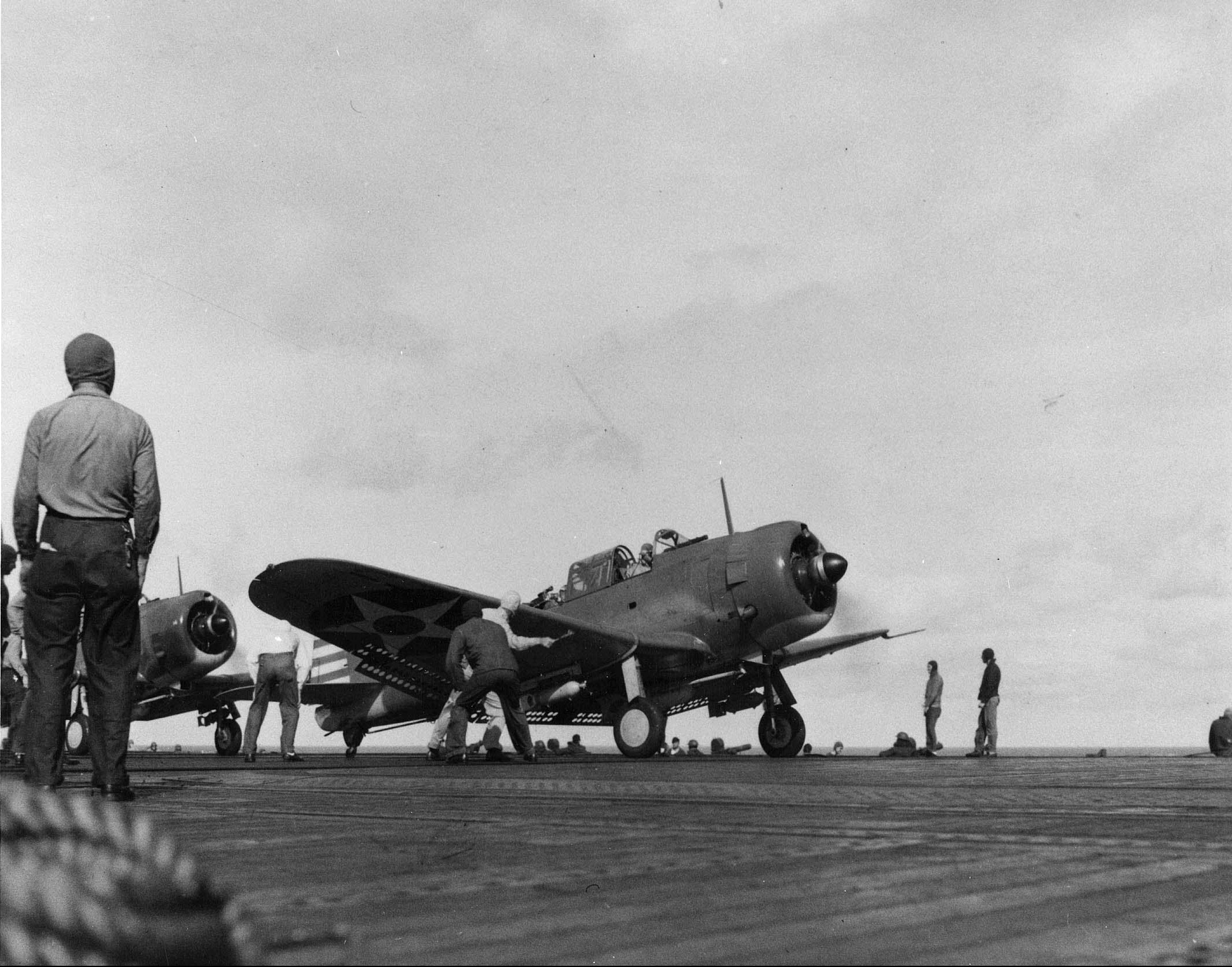
SBD-2 CV-6 Feb1942

О 9:35, після термінового переозброєння та дозаправки, комбінована група з 7 SBD 6-ї бомбардувальної ескадрильї і 2 SBD 3-ї розвідувальної ескадрильї злетіла для другої атаки аеродрому Тароа під керівництвом лейтенант-командора Голлінгсворта. Літаки було озброєно однією 500-фунтовою (226 кг.) бомбою та двома легкими 100 фунтовими (45 кг.) бомбами. В момент запуску літаків авіаносець знаходився на відстані 95 миль (152 км.) від острова. Група сформувала три секції по три літаки в кожній, в такому складі прибувши на Тароа в 10 год. 32 хв. Атака почалася з висоти 13 000 футів (3 900 м.) З невідомих причин до моменту початку атаки японці не відкривали зенітного вогню, також у повітрі не було винищувачів. На аеродромі було виявлено декілька великих, гарно замаскованих ангарів. Поруч з ангарами, на чисельних стоянках, було розташовано 14 двомоторних бомбардувальників та 11 винищувачів. Перша секція знищила 2 бомбардувальника і 3 винищувачі, ще 2 бомбардувальника було пошкоджено. Бомбами було зруйновано декілька ангарів та допоміжних будівель на аеродромі. Друга секція знищила один бомбардувальник і пошкодила два винищувачі, після чого було обстріляно місця зберігання пального, позиції зенітних гармат та невеликий човен. Один японський винищувач атакував формацію, легко пошкодивши один з SBD. Третя секція атакувала аеродром, пошкодивши декілька ангарів, проте не знищила жодного літака. Цю секцію також намагався атакувати японський винищувач, знову безрезультатно. Японці відкрили зенітний вогонь вже після того, як SBD скинули свої бомби на аеродром. Незважаючи на протидію винищувачів та зенітний вогонь всі SBD повернулися на «Ентерпрайз», тільки один літак зазнав незначних пошкоджень.
О 10:15 проти аеродрому Тароа було направлено третю ударну групу, що складалася з 8 SBD 6-ї бомбардувальної ескадрильї і 1 SBD 3-ї розвідувальної ескадрильї під керівництвом лейтенанта Річарда Беста. Всі літаки, як і в попередніх атаках, було озброєно однією 500-фунтовою (226 кг.) бомбою та двома легкими 100 фунтовими (45 кг.) бомбами. Над Тароа група Беста зустріла серйозну протидію зенітного вогню та невстановленої кількості винищувачів. Через це оцінити результативність атаки не вдалося, а один з літаків (6-В-15) енсіна Джона Догерті було збито японським винищувачем.
В 11:16 було запущено останній удар по Маршаловим островам. 8 SBD 6-ї бомбардувальної ескадрильї і 9 TBD 6-ї торпедної ескадрильї без втрат нанесли бомбовий удар по острову Вотьє, пошкодивши недобудований аеродром.

### Дії груп артилерійського обстрілу (TG 8.1 і TG 8.2)

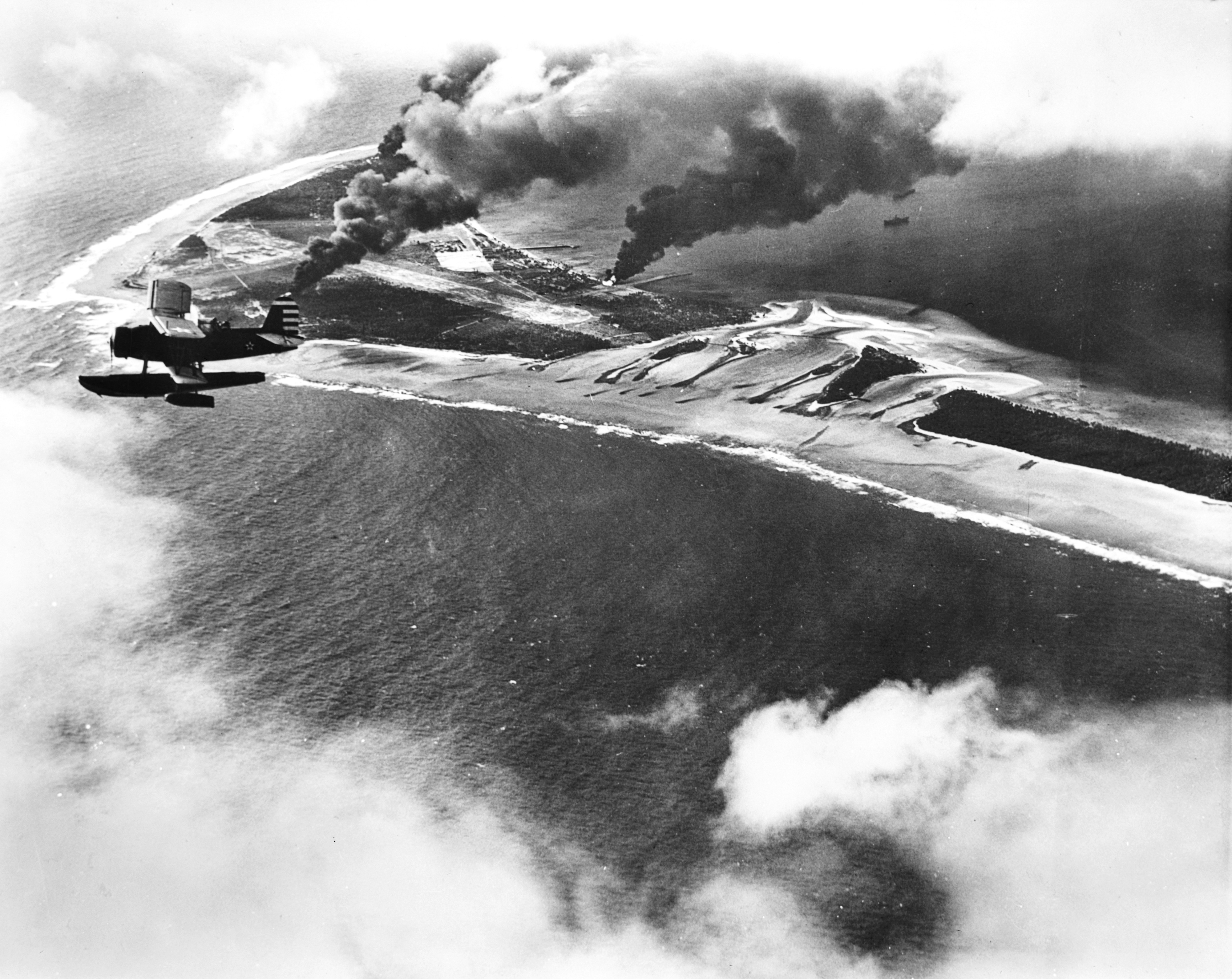
SOC over Wotje atoll 1 Feb 1942

Оперативна група TG 8.1, у складі якої перебували крейсера «Нортгемптон» і «Солт Лейк Сіті» а також есмінець «Данлап», мала наказ виконати артилерійський обстріл острову Вотьє. В 6 год. 20 хв. з катапульт крейсерів було запущено малі поплавкові літаки SOC для ведення розвідки та коректування артилерійського вогню. Кожен з цих літаків був додатково озброєний двома 100 фунтовими (45 кг.) бомбами, що давало можливість атакувати слабко захищені об'єкти. Під час наближення до своєї цілі, приблизно о 6 год. 30 хв. есмінець «Данлап» знищив невеликий патрульний корабель, проте японський екіпаж встиг попередити командування про наближення американських кораблів. В районі острову було виявлено 8 кораблів, оборону острова забезпечувало 5 берегових батарей. Обстріл Вотьє почався о 7 год. 15 хв. і тривав 55 хвилин. На острові було знищено декілька будівель, зафіксовано чисельні пожежі, проте жоден японський корабель не було знищено. Крейсера, які за попередніми повідомленнями розвідки знаходилися в лагуні, насправді виявилися транспортними кораблями. Знищити їх не вдалося через проблеми з прицілюванням: на лінії вогню між американськими крейсерами та їх цілями знаходився острів, підвищення та будівлі на якому заважали правильно визначити відстань. Літаки-коректувальники не змогли достатньо ефективно виконати своє завдання через сильну протидію ПВО над островом. Японські берегові батареї відкрили вогонь у відповідь о 7 год. 21 хв. проте він виявився не ефективним — американські кораблі не було пошкоджено. В 8 год. 52 хв. контр-адмірал Спрюенс наказав припинити вогонь. Літаки-коректувальники в цей момент атакували цілі на острові Вотьє бомбами, без певних результатів. В 9 год. 55 хв. крейсера підібрали свої поплавкові літаки, під час цієї операції один літак було пошкоджено, після чого його було затоплено. О 12 год 30 хв. оперативна група TG 8.1 з'єдналася з групою авіаносця «Ентерпрайз».

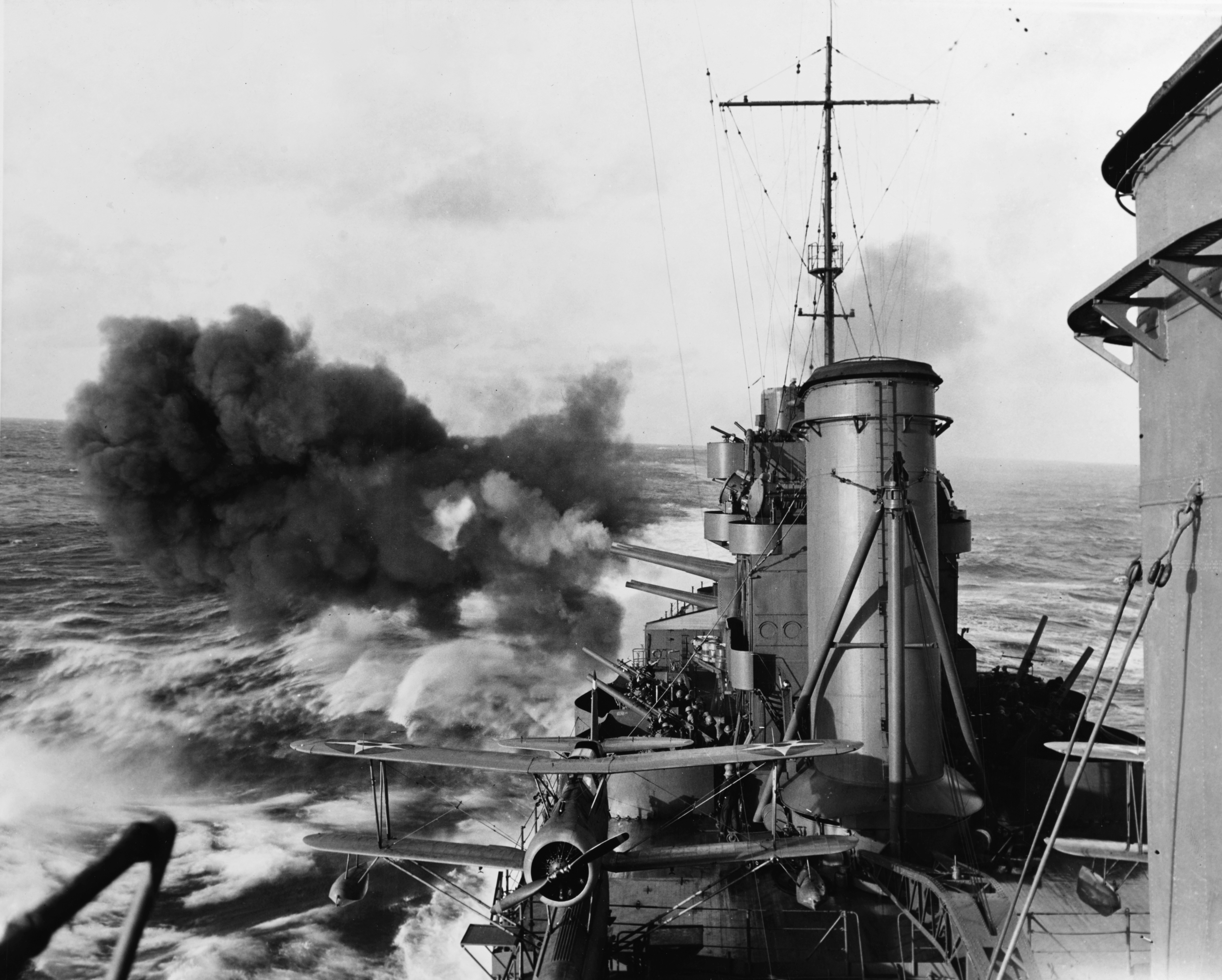
USS Salt Lake City (CA-25) bombarding a Japanese-held island in February 1942 (NH 50946)

Оперативна група TG 8.2, у складі якої перебували крейсер «Честер» а також есмінці «Белч» і «Маурі», мала наказ виконати артилерійський обстріл атолу Малулап і острову Тароа, на якому знаходився аеродром. Наблизившись до Тароа о 6 годині ранку, крейсер «Честер» запустив 4 поплавкових літаки SOC. 2 літака мали завдання виконувати коректування вогню кораблів, інші 2 мали провести розвідку атолу Малулап. О 6 год 49 хв. команди кораблів побачили на горизонті Тароа і почали готуватися до обстрілу острову. Через 10 хвилин, о 6 год. 59 хв. два японських бомбардувальника невстановленого типу безрезультатно атакували кораблі, а о 7 год. 10 хв. берегові батареї почали обстрілювати «Честер». Нарешті, о 7 год. 15 хв. американські кораблі наблизились на потрібну дистанцію і відкрили вогонь по Тароа. В той самий момент кораблі було вдруге атаковано японськими бомбардувальниками, і знову безрезультатно. В 7 год. 40 хв. з кораблів помітили 8 двомоторних бомбардувальників, що злетіли з Тароа. Кораблі почали негайний відступ, перебуваючи під постійними атаками авіації до 9 години ранку. За цей час японці змогли вразити крейсер «Честер» всього одною невеликою бомбою, що пошкодила палубу біля авіаційної катапульти. В 11 год. 30 хв. крейсер підібрав на борт всі 4 літаки SOC.

### Японські контратаки оперативної групи 8.3
Останні літаки з ударних груп, що атакували острів Вотьє повернулися на борт «Ентерпрайза» о 13 год. 22 хв. В цей час оперативне з'єднання на великій швидкості віддалялося від Маршалових островів. Майже одночасно з посадкою останньої ударної групи японська авіація, як і очікувалося, провела першу атаку авіаносця. 5 двомоторних бомбардувальників G3M (за іншими даними літаків було 6) спробували атакувати «Ентерпрайз» з правого борту, скинувши бомби в піке з висоти 3000-4000 футів (900—1200 м.) Під час атаки було використано бомби вагою від 30 до 200 кг, найближча з яких впала в воду в 10 метрах від правого борту авіаносця, смертельно поранивши одного з матросів, і спричинивши незначні пошкодження «Ентерпрайзу». Під час цієї атаки один з японських бомбардувальників був пошкоджений зенітним вогнем, після чого його пілот спробував повторно наблизитись до «Ентерпрайза», маючи очевидний намір протаранити палубу авіаносця. На палубі знаходилися декілька бомбардувальників SBD з 6-ї розвідувальної ескадрильї. Бруно Гайда, бортовий стрілець одного з екіпажів, швидко зайняв місце за кулеметом в одному з SBD і відкрив вогонь по японському літаку, що наближався до авіаносця. Коли бомбардувальник був на небезпечній відстані від корабля, авіаносець різко повернув вправо, що дозволило уникнути зіткнення — японський літак впав в воду, при цьому відрубавши своїм правим крилом хвостову частину SBD, в якому знаходився Бруно Гайда, що дивом вцілів при ударі. Після удару крило японського літака залишилось на палубі «Ентерпрайза».

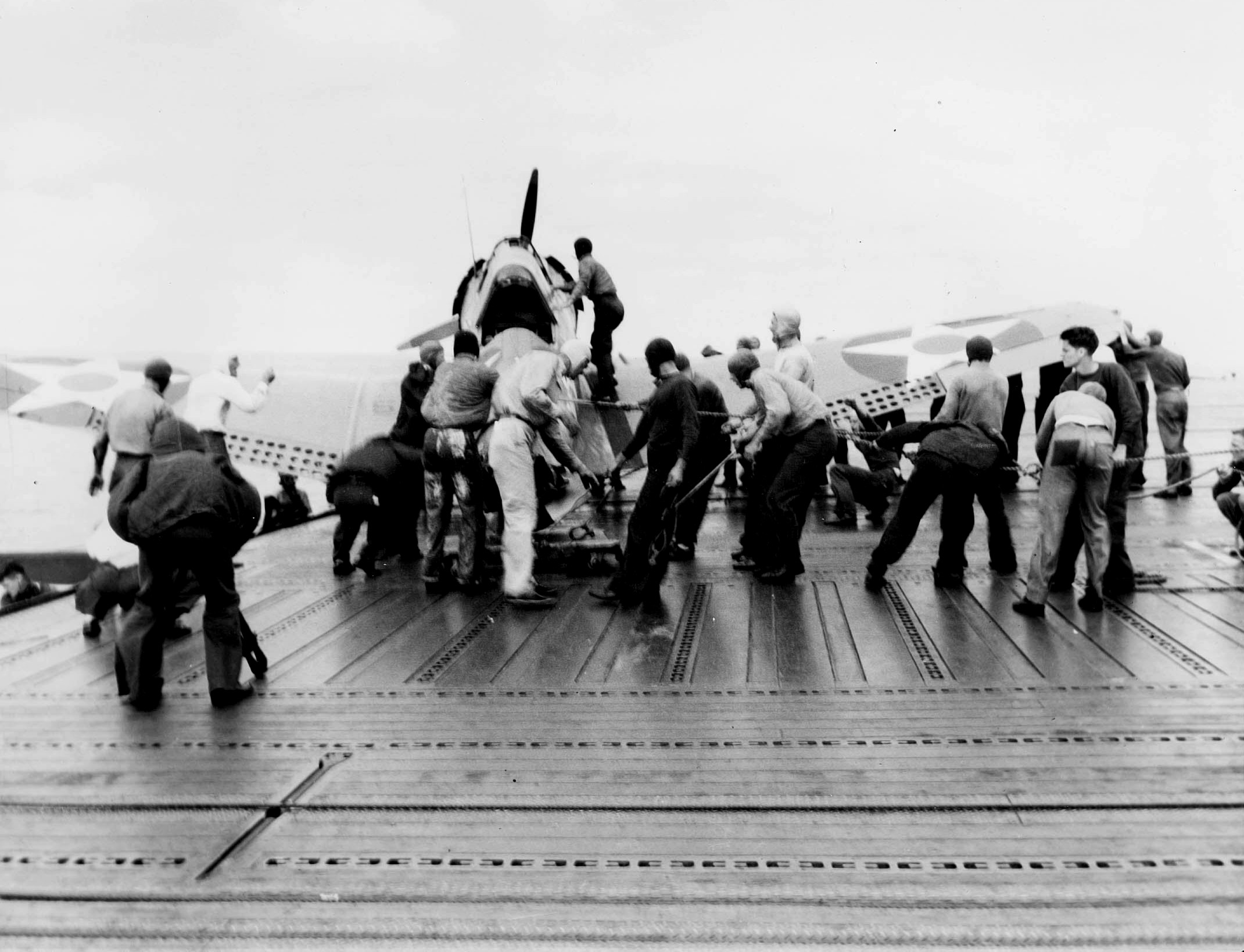
SBD severed tail USS Enterprise Feb 1942

Приблизно о 15 годині біля авіаносного з'єднання з'явився одномоторний поплавковий літак, він швидко був збитий патрульними винищувачами. О 16 год. «Ентерпрайз» спробували атакувати ще два бомбардувальника G3M, проте вони не змогли влучити бомбами в корабель. Під час бомбардування один з літаків був збитий зенітним вогнем з авіаносця. Відразу після атаки G3M, що вцілів, намагався знайти укриття в хмарах, проте був перехоплений і збитий лейтенант-командором Макласкі.
Адмірал Голсі очікував подальших контратак, і тримав всі винищувачі в повітрі, в готовності для перехоплення японської авіації. Для деяких пілотів 6-ї винищувальної ескадрильї це була 5-та бойова місія за цей день. О 18 год 35 хв. зайшло сонце, а остаточно день закінчився в 19:02, коли останні F4F повернулися на «Ентерпрайз», яскраво освітлений повним місяцем. Оперативна група 8.1 встановила курс на Перл-Гарбор, успішно прибувши туди 5 лютого.

### Дії південної групи, авіаносець «Йорктаун» (Task Force 17)

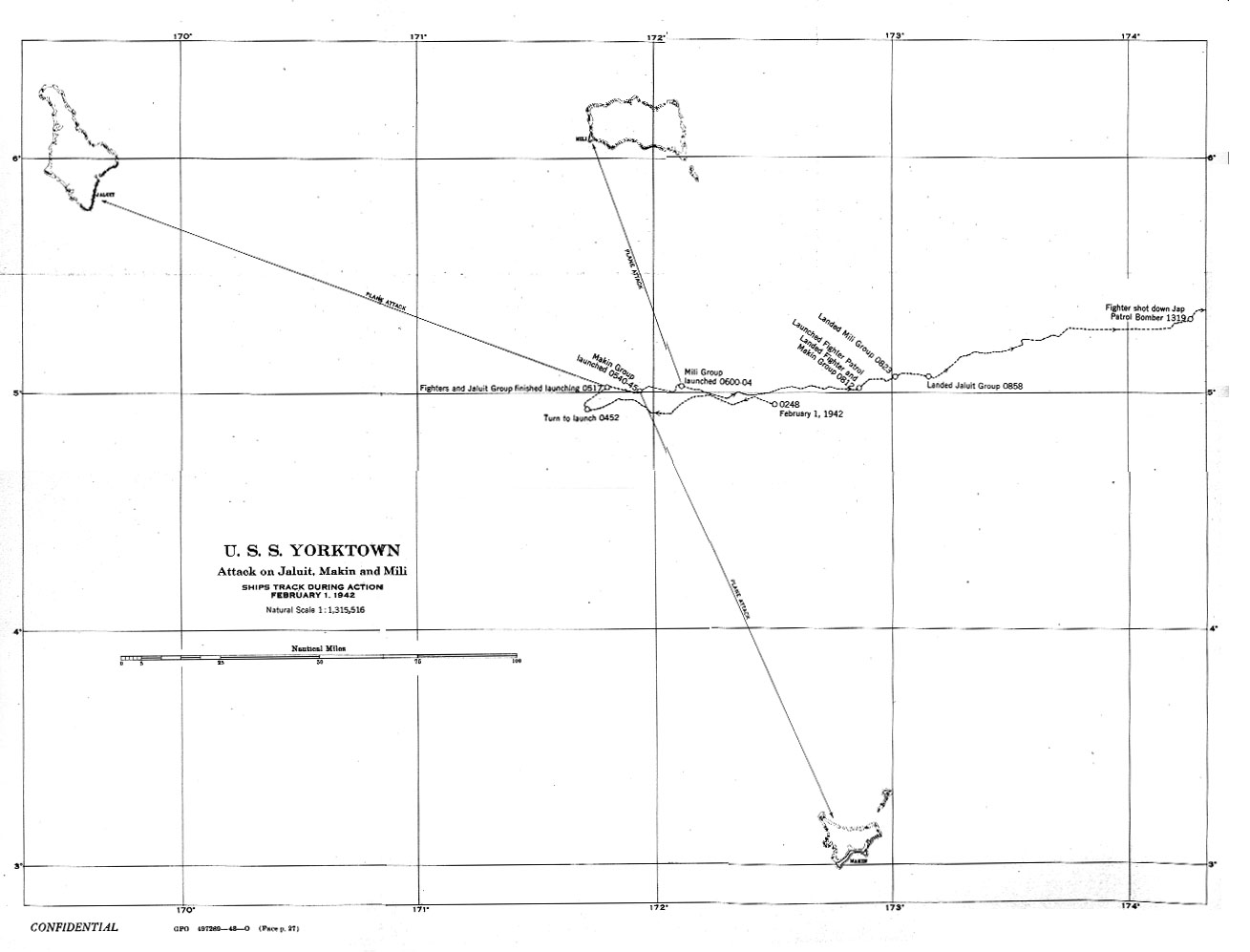
Маршрут оперативної групи 8.3 (TG 8.3) 1 лютого 1942 р. 04

Авіаносець «Йорктаун» почав запускати літаки 1 лютого о 5 год.17 хв. В цей час корабель знаходився в 140 милях від Джалуайта. Контр-адмірал Флетчер розрахував час запуску так, щоб ударна група підійшла до своєї цілі на світанку. Проте, на відміну від групи TG 8.3, що запускала свої літаки в сприятливих погодних умовах, «Йорктаун» опинився в районі, де почався шторм. Старт літаків було ускладнено не тільки повною темрявою, а ще й сильним вітром, дощовим шквалом і блискавками. В таких умовах бортові радіостанції літаків працювали з перебоями, що зробило неможливим скоординовані дії. Скло кабіни та бомбардувальні приціли почали швидко запотівати, створивши додаткові проблеми для пілотів. Літаки не змогли зібратися разом, і були змушені йти до своїх цілей окремими невеликими групами. Група, яку очолив командор Кьортіс Смайлі, складалася з 17 пікіруючих бомбардувальників SBD з ескадрильї VB-5, під керівництвом лейтенант-командора Роберта Армстронга і 11 торпедоносців TBD з ескадрильї VT-5. Бомбардувальники взяли курс на атол Джалуайт тримаючись на висоті 50-100 метрів, і прибули до цілі на приблизно о 6 год. 30 хв. В районі цілі погодні умови були такими ж складними, як і протягом всього маршруту: сильний вітер, дощові шквали та шторм. Через це початок атаки затримався до 7 год. 25 хв., коли сильна хмарність частково розвіялась. В лагуні було виявлено один транспорт та декілька дрібних патрульних або риболовних кораблів. Бомби було скинуто, проте точний результат атаки встановити було неможливо, через складні погодні умови. Після бомбардування літаки з «Йорктауна» обстріляли портові будівлі на Джалуайті та кораблі в лагуні, спричинивши їм незначні пошкодження. Під час атаки зникли два бомбардувальника TBD, ймовірно, вони були збиті зенітним вогнем. Ще два TBD (5-Т-7 і 5-Т-6) втратили орієнтацію в поганих погодних умовах, і зробили вимушену посадку на воду в лагуні Джалуайта. Екіпажі лейтенанта Гарлана Джонсона і молодшого лейтенанта Хінга потрапили в полон, де перебували до кінця війни. Інші екіпажі почали повернення на «Йорктаун» приблизно в 7 год 40 хв.
О 5 год. 44 хв. почався запуск другої хвилі літаків, що мали атакувати атол Макін. Ударна група складалася з 9 пікіруючих бомбардувальників, кожен з яких був озброєний однією 500-фунтовою (226 кг.) бомбою. На маршруті літаки дотримувались висоти 1000 футів (300 м.), проте наблизившись до цілі піднялися до 12000 футів (3660 м.) Острів було помічено о 6 год. 30 хв., він був вкритий шквальним дощем. Біля острова було виявлено транспортний корабель — базу гідролітаків, та два чотиримоторних літаючих човни біля нього. О 6 год 58 хв. командир групи наказав всім 9 SBD атакувати базу гідролітаків, після чого обстріляти літаючі човни. Пілотам вдалося досягти двох прямих попадань в корабель, літаючі човни були підпалено. Японці, схоже, не очікували тут появи американських літаків, тому не спричинили жодного спротиву, не було навіть відкрито зенітного вогню. В 7 год. 30 хв. літаки завершили атаку і почали повернення на «Йорктаун», досягнувши авіаносця о 8 год. 15 хв. З невідомих причин один з літаків виконав вимушену посадку на воду біля корабля, екіпаж було підібрано одним з есмінців ескорту.
О 6 год. 04 хв. почався запуск третьої хвилі літаків, що мали атакувати атол Мілі. Ударна група складалася з 5 пікіруючих бомбардувальників. На маршруті літаки дотримувались висоти 2000 футів (600 м.), проте наблизившись до цілі піднялися до 12000 футів (3660 м.) Діставшись до своєї цілі приблизно о 7 ранку, пілоти виявили, що на атолі майже немає цілей, вартих уваги. Три SBD о 7 год. 20 хв. атакували бомбами будівлю складу на маленькому безіменному острові на захід від острова Токава, але результат атаки спостерігати не вдалося через сильну хмарність. Два інших SBD скинули свої бомби на невелике складське приміщення та цистерну (ймовірно, для питної води) в західній частині атолу. Літаки взяли курс на «Йорктаун» о 8 год. 10 хв., повернувшись на палубу через 35 хв.
Під час проведення операції зник один з поплавкових SOC, що був запущений з крейсера «Луїсвіл» о 6 год. 42 хв. для виявлення ворожих субмарин. О 12 год 26 хв. літак перестав виходити на зв'язок.
Пізніше в районі оперативної групи з'явився японський чотиримоторний летючий човен H6K. Деякий час ворожий розвідник спостерігав за кораблями, використовуючи хмарність для прикриття, але згодом був збитий винищувачем F4F з 42-ї винищувальної ескадрильї. Після повернення всіх літаків контр-адмірал Френк Флетчер наказав оперативній групі 17 відступити. Кораблі повернулися в Перл-Гарбор 6 лютого.

## Результати і наслідки
Встановити точну кількість японських кораблів та літаків, знищених на Маршалових островах неможливо. Традиційно, всі пілоти завищують ефективність власних дій, а додаткова перевірка в даному випадку була недоступна.
Офіційна доповідь про дії оперативної групи 8 (Task Force 8) віце-адмірала Вільяма Голсі надає наступні результати атаки Маршалових островів: на атолі Вотьє потоплено 4 або 5 транспортних та допоміжних кораблів водозаміщенням від 4000 до 5000 т. На атолі Кваджалейн потоплено 2 підводних човни, 500-фунтовими бомбами пошкоджено три крейсери, 3 танкери і 2 транспортних корабля потоплено або пошкоджено.
На аеродромі Рой знищено 6 одномоторних і один двомоторний бомбардувальник. У повітряному бою збито два винищувачі типу А5М. На стоянці біля Кваджалейну знищено два чотиримоторних літаючих човна. На аеродромі Тароа знищено 6 двомоторних бомбардувальників, у повітряному бою збито два винищувачі А5М. Під час відбиття атак на кораблі збито три двомоторних бомбардувальники G3M і один одномоторний поплавковий розвідувальний літак.
Загальні втрати противника склали 12 кораблів і 35 літаків. Також 4 або 7 кораблів зазнали пошкоджень різного ступеню. Точну кількість літаків, що були знищені або пошкоджені в ангарах та на стоянках аеродромів Рой і Тароа встановити неможливо.
Власні втрати склали 5 пікіруючих бомбардувальників SBD. Було пошкоджено 23 пікіруючих бомбардувальника SBD, 3 торпедоносця TBF і 7 винищувачів F4F. Загинуло 11 пілотів, 4 поранено. На борту «Ентерпрайза» загинув один матрос, 6 поранено. На крейсері «Честер» загинуло 8 людей, ще 34 поранено.
Результатом дій оперативної групи 8 (Task Force 8) контр-адмірала Френка Флетчера, що атакувала південну частину Маршалових островів та атол Макін в північній частині островів Гілберта стало ймовірне знищення одного транспортного корабля і бази гідролітаків біля Джалуайта і атола Макін відповідно. Також біля Макіна було підпалено два чотиримоторних літаючих човни. Ще один чотиримоторний літаючий човен було збито патрульним винищувачем F4F біля авіаносця.
Власні втрати оперативної групи 8 склали 3 пікіруючих бомбардувальники SBD і 4 торпедоносці TBD. Загинув або зник 21 пілот.
Напад на Маршаллові острови не спричинив жодних серйозних втрат японському флоту та авіації, оборонні споруди та аеродроми були пошкоджено, але не настільки сильно, щоб унеможливити їх подальше використання. Таким чином, дії американської палубної авіації 1 лютого 1942 р. не спричинили жодного впливу на подальші наступальні плани японського командування. Проте американські пілоти та екіпажі кораблів нарешті отримали певний бойовий досвід, що виявився безцінним у подальших діях флоту у війні на Тихому океані. Американська палубна авіація вперше атакувала ворога на його території. При цьому власні втрати були досить невисокими, авіаносці та кораблі уникли серйозних пошкоджень. За результатами атаки Маршалових островів було вирішено провести ще декілька подібних операцій, щоб удосконалити тактику наступальних дій авіаносців, і дати змогу пілотам отримати додатковий досвід.

## У сучасній культурі
Атака Маршалових островів відображена в наступних фільмах:
- «Call to Duty», перший епізод серіалу Помилка Lua у Модуль:Не_перекладено у рядку 253: attempt to index local 'neededTitle' (a nil value)., 2008 рік.
- «Мідвей», художній фільм режисера Роланда Еммеріха 2019 рік.